# 双曲線近点角
双曲線近点角（hyperbolic anomaly）とは、双曲線軌道上の位置を表現するパラメータの一つである。

## 概要
半横断軸 a、半共役軸 b の双曲線の方程式は
{\displaystyle {\frac {x^{2}}{a^{2}}}-{\frac {y^{2}}{b^{2}}}=1}
で与えられる。これを媒介変数を用いて
{\displaystyle x=a\cosh F,~y=b\sinh F}
と表示したときの F が離心近点角である。
焦点からの距離 r と
{\displaystyle r=|a|(e\cosh F-1)=a(1-e\cosh F)}
で関係付けることができる。
また、真近点角 ν とは
{\displaystyle \cos \nu ={\frac {\cosh F-e}{1-e\cosh F}}}
{\displaystyle \tan {\frac {\nu }{2}}={\sqrt {\frac {e+1}{e-1}}}\tanh {\frac {F}{2}}}
で関係付けることができる。

## ケプラー方程式
平均近点角 M は
{\displaystyle M=e\sinh F-F}
で関係付けられる。